# マン・マン
マン・マン（Man Man）は、フィラデルフィア出身で現在はロサンゼルスを基盤として活動しているエクスペリメンタル・ロック・バンド。
ピアノを中心に複数の楽器で演奏され、ボーカルと作詞はホーナス・ホーナスが担当している。使用する楽器は、クラビネット、モーグ・リトル・ファティ、スーザフォン、サックス、トランペット、ホルン、フルート、バスクラリネット、ドラム、ユーフォニアム、フェンダー・ジャズベース、エレキギター、シロフォン、マリンバ、鍵盤ハーモニカなど多種多様である。

## 来歴
2004年10月にアルバム『The Man in a Blue Turban with a Face』でデビュー。2006年にアルバム『Six Demon Bag』をリリースし、このころから本格的にツアーを始める。レイン・ウィルソンが出演するナイキのCMに「10 lb Mustache」が起用される。
2008年にアルバム『Rabbit Habit』をリリース。
2011年にアルバム『Life Fantastic』をリリーズ。
2013年にアルバム『On Oni Pond』をリリース。さらに、シングル「Head On」をリリースし、ビルボード・ランキング（オルタナティヴ・ソングス）で最高32位となった。

## メンバー
- ホーナス・ホーナス (Honus Honus) - ボーカル、ピアノ、エレクトリック・ピアノ、オルガン、ギター、ウクレレ、パーカッション
- ジョー・プラマー (Joe Plummer) - トラップ・キット、パーカッション
- マチュア・ケヴィン (Mature Kevin) - マリンバ、ベース、メロディカ、トランペット、クラリネット、バスクラリネット、パーカッション、バック・ボーカル
- ハリー・エッグズ・フォスター (Harry Eggs Foster) - ベース、ギター、キーボード、オルガン、パーカッション、バック・ボーカル、パック・マスター
- サム・スモール (Sam "CTS" Small) - ギター、ライス・クッカー、フルベアーデッド・ボーカル、ファード・ハープ

## ディスコグラフィ

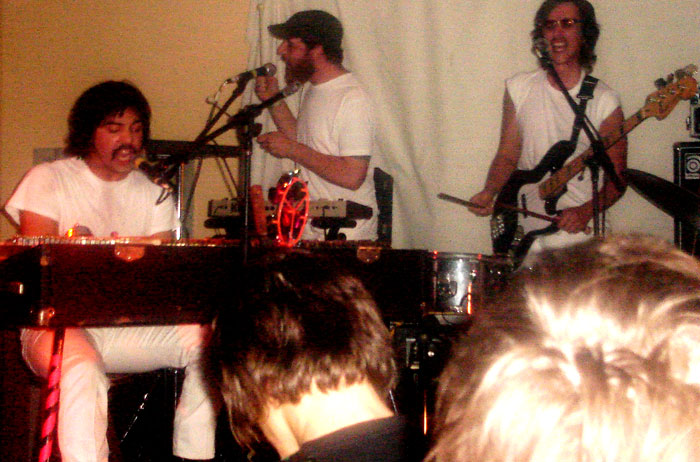
2005年モントリオールでの演奏

### スタジオ・アルバム
- The Man in a Blue Turban with a Face (2004年、Ace Fu)
- Six Demon Bag (2006年、Ace Fu)
- Rabbit Habits (2008年、Anti-)
- Life Fantastic (2011年、Anti-)
- On Oni Pond (2013年、Anti-)
- Dream Hunting in the Valley of the In-Between (2020年、Sub Pop)

### EP
- Man Man EP (2004年、Ace Fu)
- Little Torments 7" (2008年、Obey Your Brain)
- Dig Deep (2022年、Sub Pop)

### シングル
- "Head On (Hold On To Your Heart)" (2013年)
- "Beached" / "Witch" (2019年)